# Lista över böcker i Stjärnroman
Stjärnroman är en serie kärleksromaner från Boknöje AB som startade 1993.
| Volym | Titel            | Författare       | Utgivningsår |
| ----- | ---------------- | ---------------- | ------------ |
| 1     | En ny morgon     | Sheila Lewis     | 1993         |
| 2     | Ökennätter       | Joyce Bell       | 1993         |
| 3     | Nytt liv         | Jean M. Long     | 1993         |
| 4     | Kärlekens melodi | Elizabeth Riefe  | 1993         |
| 5     | Dig vill jag ha  | Cathryn Hathaway | 1993         |
| 9     | Kärlekens lag    | Isobel Neill     | 1993         |